# 那行口岸
22°08′01″N 106°41′32″E / 22.133626°N 106.692147°E
那行口岸，越南諒山省文朗县瑞雄社那行地区的边境口岸。该口岸与中华人民共和国广西壮族自治区凭祥市的叫隘边民通道相接。